# Novantinoe cristinae
Novantinoe cristinae là một loài bọ cánh cứng trong họ Cerambycidae.